# Stichting Johannes Althusius
De Stichting Johannes Althusius was een rechtse, orthodox-protestantse politieke groepering, vernoemd naar de calvinistische politieke denker Johannes Althusius (1557-1638). De stichting werd in 1954 opgericht door een aantal orthodoxe protestanten die ontevreden waren over de huns inziens linksere koers van de Anti-Revolutionaire Partij en de Christelijk Historische Unie. Zij verzetten zich tegen de bemoeienis van de overheid met het sociaal-economische leven (dirigisme). Later kwam de stichting op voor de apartheidspolitiek in Zuid-Afrika en waarschuwde men voor het communisme en de islam. Het bestuur van de stichting bestond uit 3 ARP’ers, 3 CHU’ers, 1 SGP’er, 1 GPV’er en 1 onafhankelijk lid. Vanaf februari 1955 gaf de stichting het blad Tot vrijheid geroepen uit. Dit orgaan was min of meer de voortzetting van ‘De Nederlander’, het blad van de verontruste CHU’ers jonkheer W. de Savornin Lohman en F.C. Gerretson, dat een kwijnend bestaan had geleid en in 1954 was opgeheven. 
Drijvende kracht achter de Stichting Johannes Althusius was de Amsterdamse advocaat en spraakmakende AR-dissident mr. dr. Abraham Zeegers,  die ook redacteur was van het rechts-nationalistische blad Burgerrecht. Zeegers was aanvankelijk lid van de ARP, maar werd daarna actief bij rechts-nationalistische partijen als de Nationale Unie, de Boerenpartij, de Christen-Democraten Unie en het Nederlands Appèl. Naast Zeegers schreven onder andere W. Beernink, G. Goossens, Leo van Heijningen, Bart Verbrugh en Emerson Vermaat voor het blad Tot vrijheid geroepen. 
In 1983 werd de stichting opgeheven.